# Laibăr
Regionalism folosit în zona Ardealului pentru vestă. Laibărul este un articol vestimentar de tipul unei veste, strâns pe corp și fără mâneci. În unele zone din Ardeal este folosit termenul de veston și poate arăta diferit. Regionalismul laibăr este folosit în zilele noastre în satele din Ardeal pentru orice tip de vestă, însă în trecut laibărele erau purtate de ciobani și erau lungi până la genunchi. 
Existau și laibărele de sărbătoare, care erau scurte, grele, colorate și pline cu ornamente lucrate manual. Astfel de piese vestimentare mai există azi doar în muzee sau la colecționarii de straie propulare vechi. Deși cuvântul ,,laibăr” este un regionalism din Ardeal, acesta a fost preluat de oamenii din întreaga țară și astăzi, în muzeele României există mai multe expoziții de astfel de veste din diferite zone ale țării. 
laibăr1 : (înv) ~bel, ~ber, lăibar, lăibru, (reg) leiber / Pl: ~e / E: săs leibel] 1 (Pop) Haină țărănească de postav, stofă etc. scurtă până în talie, strânsă pe corp și de obicei fără mâneci Si: vestă, veston, (pop) jiletcă, mânecar, pieptar, (reg) zăbun. 2 (Îrg) Haină lungă și largă, purtată mai ales de boieri. 3 (Mol) Manta lungă și groasă, purtată de ciobani.